# Profesionalen Futbolen Klub Ludogorec 1945 2018-2019
Questa voce raccoglie le informazioni riguardanti il Profesionalen Futbolen Klub Ludogorec 1945 nelle competizioni ufficiali della stagione 2018-2019.

## Rosa
Fonte:
| N. |                      | Ruolo | Calciatore         |
| -- | -------------------- | ----- | ------------------ |
|    | Argentina (bandiera) | P     | Jorge Broun        |
|    | Bulgaria (bandiera)  | P     | Damjan Damjanov    |
|    | Bulgaria (bandiera)  | P     | Plamen Iliev       |
|    | Bulgaria (bandiera)  | P     | Daniel Naumov      |
|    | Brasile (bandiera)   | P     | Renan              |
|    | Bulgaria (bandiera)  | P     | Vladislav Stojanov |
|    | Brasile (bandiera)   | D     | Cicinho            |
|    | Romania (bandiera)   | D     | Dragoș Grigore     |
|    | Bulgaria (bandiera)  | D     | Stanislav Manolev  |
|    | Romania (bandiera)   | D     | Cosmin Moți        |
|    | Brasile (bandiera)   | D     | Natanael           |
|    | Bulgaria (bandiera)  | D     | Anton Nedjalkov    |
|    | Brasile (bandiera)   | D     | Rafael Forster     |
|    | Bulgaria (bandiera)  | D     | Georgi Terziev     |
|    | Bulgaria (bandiera)  | C     | Erol Dost          |
|    | Bulgaria (bandiera)  | C     | Svetoslav Djakov   |
|    | Polonia (bandiera)   | C     | Jacek Góralski     |

| N. |                         | Ruolo | Calciatore              |
| -- | ----------------------- | ----- | ----------------------- |
|    | Bulgaria (bandiera)     | C     | Kristijan Kitov         |
|    | Bulgaria (bandiera)     | C     | Ivajlo Klimentov        |
|    | Bulgaria (bandiera)     | C     | Marcelinho              |
|    | Bulgaria (bandiera)     | C     | Tsvetoslav Petrov       |
|    | Romania (bandiera)      | C     | Adrian Popa             |
|    | Brasile (bandiera)      | C     | Lucas Sasha             |
|    | Bulgaria (bandiera)     | C     | Dominik Yankov          |
|    | Bulgaria (bandiera)     | C     | Serkan Jusein           |
|    | Madagascar (bandiera)   | A     | Anicet Andrianantenaina |
|    | Bulgaria (bandiera)     | A     | Dimo Bakalov            |
|    | Brasile (bandiera)      | A     | David                   |
|    | Romania (bandiera)      | A     | Claudiu Keșerü          |
|    | RD del Congo (bandiera) | A     | Jody Lukoki             |
|    | Polonia (bandiera)      | A     | Jakub Świerczok         |
|    | Brasile (bandiera)      | A     | Wanderson               |